# Плассон, Мишель
Мишель Плассон (фр. Michel Plasson, род. 2 октября 1933, Париж) — французский дирижёр.

## Биография
Окончил Парижскую консерваторию как пианист, ученик Лазара Леви. Выиграв в 1962 году Безансонский международный конкурс молодых дирижёров в номинации для музыкантов без дирижёрского образования, затем совершенствовал своё дирижёрское мастерство в США под руководством Шарля Мюнша, Эриха Ляйнсдорфа, Пьера Монтё и Леопольда Стоковского. Вернувшись во Францию в 1965 году, руководил оркестром в Метце, а в 1968 году обосновался в Тулузе.
Долгое время (1973—2004) работал главным дирижёром Национального оркестра Капитолия Тулузы. В 1994—2001 годах занимал пост главного дирижёра Дрезденского филармонического оркестра. В России выступал с Российским национальным оркестром. В марте 2010 года стал главным дирижёром Национального симфонического оркестра Китая.
В 1999 году в Лионе Мишель Плассон провел премьеру оперы «В круге первом» Жильбера Ами по роману Александра Солженицына.
Осуществил многочисленные записи французской симфонической классики, в том числе произведения Гектора Берлиоза, Жоржа Бизе, Шарля Гуно, Клода Дебюсси, Лео Делиба, Мориса Дюрюфле, Альберика Маньяра, Жюля Массне, Андре Матье, Дариюса Мийо, Артюра Онеггера (все симфонии), Жака Оффенбаха, Франсиса Пуленка, Мориса Равеля, Эрика Сати, Габриеля Форе, Эмманюэля Шабрие, Эрнеста Шоссона. Также записывал произведения Ференца Листа, Карла Орфа, Сергея Рахманинова, Петра Чайковского и других композиторов.

## Награды
- Командор ордена Почётного легиона (2010).
- Офицер ордена Почётного легиона (1993).
- Командор ордена «За заслуги» (1998).
- Офицер ордена «За заслуги» (1988).
- Командор ордена искусств и литературы (1992).
- Великий офицер ордена «За заслуги перед культурой»[рум.] в категории B «Музыка» (2003, Румыния)[2].